# Elezioni parlamentari in Giappone del 2012
Le elezioni parlamentari in Giappone del 2012 si tennero il 16 dicembre per il rinnovo della Camera dei rappresentanti. Esse videro la vittoria del Partito Liberal Democratico del Giappone di Shinzō Abe, che divenne Primo ministro.

## Risultati
| Liste                                      | Proporzionale | Proporzionale | Proporzionale | Maggioritario | Maggioritario | Maggioritario | Totale seggi |
| Liste                                      | Voti          | %             | Seggi         | Voti          | %             | Seggi         | Totale seggi |
| ------------------------------------------ | ------------- | ------------- | ------------- | ------------- | ------------- | ------------- | ------------ |
| Partito Liberal Democratico                | 16 624 457    | 27,62         | 57            | 25 643 309    | 43,01         | 237           | 294          |
| Nippon Ishin no Kai                        | 12 262 228    | 20,38         | 40            | 6 942 353     | 11,64         | 14            | 54           |
| Partito Democratico del Giappone           | 9 628 653     | 16,00         | 30            | 13 598 773    | 22,81         | 27            | 57           |
| Kōmeitō                                    | 7 116 474     | 11,83         | 22            | 885 881       | 1,49          | 9             | 31           |
| Minna no tō                                | 5 245 586     | 8,72          | 14            | 2 807 244     | 4,71          | 4             | 18           |
| Partito Comunista Giapponese               | 3 689 159     | 6,13          | 8             | 4 700 289     | 7,88          | -             | 8            |
| Partito del Futuro del Giappone            | 3 423 915     | 5,69          | 7             | 2 992 365     | 5,02          | 2             | 9            |
| Partito Socialdemocratico                  | 1 420 790     | 2,36          | 1             | 451 762       | 0,76          | 1             | 2            |
| Nuovo Partito Daichi                       | 346 848       | 0,58          | 1             | 315 604       | 0,53          | -             | 1            |
| Partito della Realizzazione della Felicità | 216 150       | 0,36          | -             | 0             | 0,00          | -             | -            |
| Partito della Nuova Rinascita              | 134 781       | 0,22          | -             | 0             | 0,00          | -             | -            |
| Nuovo Partito del Popolo                   | 70 847        | 0,12          | -             | 117 185       | 0,20          | 1             | 1            |
| Altri                                      | 0             | 0,00          | -             | 165 331       | 0,28          | -             | -            |
| Indipendenti                               | 0             | 0,00          | -             | 1 006 468     | 1,69          | 5             | 5            |
| Totale                                     | 60 179 888    | 100           | 180           | 59 626 564    | 100           | 300           | 480          |

- Per la quota maggioritaria, i voti conseguiti dalle liste e il totale dei voti validi si intendono approssimati per difetto (senza parte decimale).